# Wilhelminakerk (Utrecht)
De Wilhelminakerk is een kerkgebouw in de Nederlandse stad Utrecht.
Het kerkgebouw is omstreeks 1931 gebouwd in de Schildersbuurt op de hoek van de Hobbemastraat met de Paulus Potterstraat. Het ontwerp in de stijl van de Amsterdamse School is afkomstig van de architect H.F. Mertens. Het bouwwerk is gewaardeerd als gemeentelijk monument.